# (1885) Herero
(1885) Herero ist ein Asteroid des Hauptgürtels, der am 9. August 1948 von E. L. Johnson, vom Union-Observatorium in Johannesburg aus, entdeckt wurde. 
Benannt ist der Asteroid nach dem afrikanischen Volk der Herero. 